# Persone di cognome Liu
| Questa pagina contiene informazioni ricavate automaticamente dalle voci biografiche con l'ausilio del template Bio e di un bot. L'aggiornamento è periodico e automatico e ricostruisce completamente la pagina. Se manca una persona in questa lista, sei pregato di non aggiungerla, ma accertati piuttosto che la sua voce biografica contenga il template Bio e che i dati anagrafici siano correttamente compilati. Se il template Bio manca, inseriscilo tu stesso o, in alternativa, metti l'avviso {{tmp\|Bio}} che ne segnala la mancanza. Se i dati riportati sono sbagliati, correggi direttamente la voce biografica; le modifiche saranno visibili in questa lista entro pochi giorni. Per chiarimenti vedi il progetto antroponimi. La lista contiene solo le 158 persone che sono citate nell'enciclopedia e per le quali è stato implementato correttamente il template Bio. Pagina aggiornata al 7 ago 2025. |

Questa è una lista di persone presenti nell'enciclopedia che hanno il cognome Liu, suddivise per attività principale.

## Ammiragli(1)
- Liu Buchan, ammiraglio e generale cinese (Houguan, n. 1852 - isola di Liugong, † 1895)

## Architetti(1)
- Liu Jiakun, architetto cinese (Chengdu, n. 1956)

## Arcieri(1)
- Liu Ming-huang, arciere taiwanese (n. 1984)

## Artisti(2)
- Liu Bolin, artista cinese (Shandong, n. 1973)
- Liu Xiaodong, artista e pittore cinese (Liaoning, n. 1963)

## Artisti marziali(3)
- Liu Baichuan, artista marziale cinese (Liuanxian, n. 1870 - † 1964)
- Liu Pao Ch'ün, artista marziale cinese (Caozhou, n. 1892 - † 1947)
- Liu Yunqiao, artista marziale cinese (n. 1909 - † 1992)

## Assassini seriali(1)
- Liu Pengli, serial killer cinese (Shangyong)

## Astronaute(1)
- Liu Yang, astronauta cinese (Zhengzhou, n. 1978)

## Astronauti(2)
- Liu Boming, astronauta cinese (Heilongjiang, n. 1966)
- Liu Wang, astronauta cinese (Pingyao, n. 1969)

## Atlete paralimpiche(1)
- Liu Cuiqing, atleta paralimpica cinese (Nanning, n. 1991)

## Atleti paralimpici(1)
- Liu Li, atleta paralimpico cinese (Tangshan, n. 1986)

## Attiviste(1)
- Liu Hulan, attivista cinese (Yunzhouxi, n. 1932 - † 1947)

## Attivisti(1)
- Liu Xiaobo, attivista, critico letterario e scrittore cinese (Changchun, n. 1955 - Shenyang, † 2017)

## Attori(6)
- Dallas Liu, attore statunitense (Los Angeles, n. 2001)
- Gordon Liu, attore e artista marziale cinese (Foshan, n. 1951)
- Liu Peiqi, attore cinese (Pechino, n. 1957)
- Liu Qiong, attore e regista cinese (Pechino, n. 1913 - Shanghai, † 2002)
- Simu Liu, attore cinese (Harbin, n. 1989)
- Liu Ye, attore cinese (Jilin, n. 1978)

## Attrici(5)
- Liu Yifei, attrice, modella e cantante cinese (Wuhan, n. 1987)
- Havana Rose Liu, attrice e modella statunitense (New York, n. 1997)
- Rene Liu, attrice e cantante taiwanese (Taipei, n. 1969)
- Liu Shishi, attrice cinese (Pechino, n. 1987)
- Liu Xiaoqing, attrice e imprenditrice cinese (Fuling, n. 1955)

## Biatlete(3)
- Liu Jinfeng, ex biatleta cinese (Dalian, n. 1977)
- Liu Yuanyuan, ex biatleta e fondista cinese (n. 1982)
- Liu Xianying, ex biatleta cinese (Ji'an, n. 1977)

## Calciatori(16)
- Liu Binbin, calciatore cinese (Meizhou, n. 1993)
- Liu Dianzuo, calciatore cinese (Dalian, n. 1990)
- Liu Haiguang, ex calciatore cinese (Shanghai, n. 1963)
- Liu Jian, calciatore cinese (Zibo, n. 1984)
- Liu Jianye, calciatore cinese (Shenyang, n. 1987)
- Liu Jindong, ex calciatore cinese (Qingdao, n. 1981)
- Liu Junshuai, calciatore cinese (Qingdao, n. 1995)
- Liu Sheng-yi, ex calciatore taiwanese (n. 1995)
- Liu Xiaodong, ex calciatore cinese (Changchun, n. 1989)
- Liu Yang, calciatore cinese (Qingdao, n. 1995)
- Liu Yiming, calciatore cinese (Shenyang, n. 1995)
- Liu Yu, ex calciatore cinese (Chengdu, n. 1985)
- Liu Yue, ex calciatore cinese (n. 1975)
- Liu Yunfei, ex calciatore cinese (Tientsin, n. 1979)
- Liu Zhenli, calciatore cinese (Qingdao, n. 1985)
- Liu Zhicai, ex calciatore cinese (n. 1954)

## Calciatrici(1)
- Liu Shanshan, ex calciatrice cinese (Baoding, n. 1992)

## Canottieri(1)
- Liu Zhiyu, canottiere cinese (Shenzhen, n. 1993)

## Cantanti(2)
- Liu Li Yang, cantante cinese (Pechino, n. 1982)
- Will Liu, cantante, compositore e attore taiwanese (Taiwan, n. 1972)

## Cantautori(1)
- Liu Huan, cantautore cinese (Tientsin, n. 1963)

## Cestiste(7)
- Liu Chun-yi, ex cestista taiwanese (Taipei, n. 1981)
- Liu Dan, ex cestista cinese (Shenyang, n. 1987)
- Liu Jiacen, cestista cinese (Jixi, n. 1989)
- Liu Jun, ex cestista cinese (n. 1969)
- Liu Lin, ex cestista cinese (n. 1963)
- Liu Min, ex cestista cinese (n. 1960)
- Liu Qing, ex cestista cinese (n. 1964)

## Cestisti(10)
- Liu Baocheng, cestista cinese (Pechino, n. 1917 - Phoenix, † 2005)
- Liu Chuanxing, cestista cinese (Puyang, n. 1997)
- Liu Daqing, ex cestista cinese (n. 1969)
- Liu Jianli, cestista cinese (n. 1957 - Shanghai, † 2015)
- Liu Jing-rong, cestista taiwanese (n. 1936 - † 1989)
- Liu Jizeng, ex cestista cinese (n. 1954)
- Liu Wei, ex cestista cinese (Shanghai, n. 1980)
- Liu Xiaoyu, cestista cinese (Canton, n. 1989)
- Liu Yudong, ex cestista cinese (Putian, n. 1970)
- Liu Yunzhang, cestista cinese (Anguo, n. 1912 - Pechino, † 1993)

## Chitarristi(1)
- Liu Yijun, chitarrista e musicista cinese (Tientsin, n. 1962)

## Danzatrici(1)
- Liu Qingyi, danzatrice cinese (Huixian, n. 2005)

## Fisici(1)
- Liu Gang, fisico cinese (Liaoyuan, n. 1961)

## Funzionari(1)
- Liu Jin, funzionario cinese (n. 1451 - Pechino, † 1510)

## Generali(4)
- Liu Bei, generale cinese (n. 161 - † 223)
- Liu Bocheng, generale e politico cinese (Kaixian, n. 1892 - Pechino, † 1986)
- Liu Yongfu, generale cinese (n. 1837 - † 1917)
- Liu Zhenli, generale cinese (Distretto di Luancheng, n. 1964)

## Giavellottiste(1)
- Liu Shiying, giavellottista cinese (Yantai, n. 1993)

## Giavellottisti(1)
- Liu Qizhen, giavellottista cinese (n. 1995)

## Ginnaste(3)
- Liu Lingling, ginnasta cinese (Fuzhou, n. 1994)
- Liu Tingting, ginnasta cinese (Canton, n. 2000)
- Liu Xuan, ex ginnasta cinese (Changsha, n. 1979)

## Ginnasti(1)
- Liu Yang, ginnasta cinese (Anshan, n. 1994)

## Giocatori di calcio a 5(1)
- Liu Jun, ex giocatore di calcio a 5 e ex calciatore cinese (Shanghai, n. 1970)

## Giocatrici di curling(2)
- Liu Jinli, giocatrice di curling cinese (Qiqihar, n. 1989)
- Liu Yin, giocatrice di curling cinese (Harbin, n. 1981)

## Giocatrici di poker(1)
- J. J. Liu, giocatrice di poker taiwanese (Taipei, n. 1965)

## Imperatori(2)
- Gao Zu, imperatore cinese (Fengxian, n. 256 a.C. - Chang'an, † 195 a.C.)
- Liu Xiu, imperatore cinese (n. 5 a.C. - † 57)

## Insegnanti(6)
- Liu Baozhen, insegnante cinese (Gu’anxian, n. 1861 - Pechino, † 1922)
- Liu Chengyou, insegnante cinese (Xiongxian)
- Liu Dekuan, insegnante cinese (Cangxian, n. 1826 - Pechino, † 1911)
- Liu Fameng, insegnante cinese (Xiongxian, n. 1902 - Hong Kong, † 1964)
- Liu Fengchun, insegnante cinese (Luojia Yingcun, n. 1853 - Zhuoxian, † 1922)
- Liu Shijun, insegnante cinese (Xiongxian, n. 1840 - Xiongxian, † 1910)

## Marciatrici(2)
- Liu Hong, marciatrice cinese (Anfu, n. 1987)
- Liu Hongyu, ex marciatrice cinese (Liaoning, n. 1975)

## Matematici(1)
- Liu Hui, matematico cinese (Regno Wei)

## Mezzofondiste(1)
- Liu Dong, ex mezzofondista cinese (Liaoning, n. 1973)

## Modelle(1)
- Liu Wen, supermodella cinese (Yongzhou, n. 1988)

## Multipliste(1)
- Liu Haili, ex multiplista cinese (Haicheng, n. 1984)

## Musiciste(1)
- Liu Fang, musicista cinese (n. 1974)

## Nuotatrici(8)
- Liu Xiang, nuotatrice cinese (Canton, n. 1996)
- Calista Liu, nuotatrice artistica statunitense (Los Alamitos, n. 2005)
- Liu Jing, ex nuotatrice cinese (Pechino, n. 1990)
- Liu Jinhan, sincronetta cinese (n. 2001)
- Liu Limin, ex nuotatrice cinese (n. 1976)
- Liu Ou, sincronetta cinese (Zhanjiang, n. 1986)
- Liu Yaxin, nuotatrice cinese (Lishui, n. 1999)
- Liu Zige, ex nuotatrice cinese (Benxi, n. 1989)

## Ostacolisti(2)
- Liu Junxi, ostacolista cinese (Taizhou, n. 2003)
- Liu Xiang, ex ostacolista cinese (Shanghai, n. 1983)

## Pallavoliste(2)
- Liu Xiaotong, pallavolista cinese (Yanbian, n. 1990)
- Liu Yanhan, pallavolista cinese (Liaoning, n. 1993)

## Pattinatori di short track(2)
- Shaoang Liu, pattinatore di short track ungherese (Budapest, n. 1998)
- Shaolin Sándor Liu, pattinatore di short track ungherese (Budapest, n. 1995)

## Pattinatrici artistiche su ghiaccio(1)
- Alysa Liu, pattinatrice artistica su ghiaccio statunitense (Clovis, n. 2005)

## Pattinatrici di short track(1)
- Liu Qiuhong, pattinatrice di short track cinese (Qitaihe, n. 1988)

## Pesiste(1)
- Liu Xiangrong, pesista cinese (Hohhot, n. 1988)

## Pianisti(2)
- Bruce Liu, pianista canadese (Parigi, n. 1997)
- Ziyu Liu, pianista cinese (Shandong, n. 1998)

## Pittori(1)
- Liu Shouxiang, pittore e insegnante cinese (Wuhan, n. 1958 - Wuhan, † 2020)

## Poetesse(2)
- Liu Rushi, poetessa, calligrafa e pittrice cinese (n. 1618 - † 1664)
- Liu Xia, poetessa, pittrice e fotografa cinese (Pechino, n. 1961)

## Poeti(3)
- Liu Changqing, poeta cinese
- Xi Chuan, poeta, saggista e traduttore cinese (n. 1963)
- Liu Yuxi, poeta, filosofo e saggista cinese (n. 772 - † 842)

## Politiche(1)
- Liu Yandong, politica cinese (Nantong, n. 1945)

## Politici(4)
- Liu He, politico e economista cinese (Pechino, n. 1952)
- Liu Ji, politico, funzionario e poeta cinese (Wenzhou, n. 1311 - † 1375)
- Liu Shaoqi, politico, militare e rivoluzionario cinese (Ningxiang, n. 1898 - Kaifeng, † 1969)
- Liu Zhenmin, politico e diplomatico cinese (Lüliang, n. 1955)

## Saltatrici con gli sci(1)
- Liu Qi, saltatrice con gli sci cinese (n. 1996)

## Sassofonisti(1)
- Liu Yuan, sassofonista e musicista cinese (Pechino, n. 1960 - Pechino, † 2024)

## Schermitrici(1)
- Liu Yongshi, schermitrice cinese (Canton, n. 1990)

## Sciatori freestyle(1)
- Liu Zhongqing, sciatore freestyle cinese (Daqing, n. 1985)

## Sciatrici alpine(1)
- Sitong Liu, sciatrice alpina cinese

## Sciatrici freestyle(1)
- Liu Mengting, sciatrice freestyle cinese (n. 2004)

## Scrittori(4)
- Liu An, scrittore e geografo cinese (n. 179 a.C. - † 122 a.C.)
- Liu E, scrittore e archeologo cinese (Distretto di Dantu, n. 1857 - Ürümqi, † 1909)
- Liu Xiang, scrittore cinese (Xuzhou, n. 79 a.C. - † 8 a.C.)
- Liu Zongyuan, scrittore cinese (Yongji, n. 773 - Liuzhou, † 819)

## Scrittori di fantascienza(1)
- Liu Cixin, scrittore di fantascienza cinese (Pechino, n. 1963)

## Scrittrici(2)
- Liu Di, scrittrice cinese (n. 1981)
- Marjorie Liu, scrittrice statunitense (Filadelfia, n. 1979)

## Snowboarder(1)
- Liu Jiayu, snowboarder cinese (Hegang, n. 1992)

## Sollevatori(2)
- Liu Huanhua, sollevatore cinese (Contea di Jiahe, n. 2001)
- Liu Shoubin, ex sollevatore cinese (n. 1968)

## Sollevatrici(2)
- Liu Chunhong, sollevatrice cinese (Zhaoyuan, n. 1985)
- Liu Xiuhua, ex sollevatrice cinese (Zengcheng, n. 1975)

## Tennistavoliste(2)
- Liu Wei, ex tennistavolista cinese (n. 1969)
- Liu Shiwen, tennistavolista cinese (Liaoning, n. 1991)

## Tennistavolisti(1)
- Liu Guoliang, tennistavolista cinese (Xinxiang, n. 1976)

## Tenniste(4)
- Amber Liu, ex tennista statunitense (Santa Monica, n. 1984)
- Claire Liu, tennista statunitense (Thousand Oaks, n. 2000)
- Liu Fangzhou, tennista cinese (Tianjin, n. 1995)
- Liu Nannan, ex tennista cinese (n. 1983)

## Tuffatrici(1)
- Liu Huixia, tuffatrice cinese (n. 1997)

## Senza attività specificata(1)
- Liu Yiming, monaco taoista cinese (Pingyang, n. 1734 - Qiyun, † 1821)